# 이와미자와시
이와미자와시(일본어: 岩見沢市)는 일본 홋카이도 소라치 종합진흥국 남부의 시이자 소라치 종합진흥국의 소재지이다. 하코다테 본선·무로란 본선을 중심으로 석탄 수송의 중심지로 발전했지만, 폐광이 많아지면서 현재는 삿포로의 근교 주택 지역 역할을 맡고 있다.
비바이시·미카사시·쓰키가타정을 포함한 시정촌 합병을 검토했지만 협의 과정에서 이와미자와시를 중심으로 한 흡수 합병을 주장이 받아들여지지 않으면서 합병이 결렬되었다. 이후 문제가 계속되었지만 결국은 2006년 3월 27일에 구리사와정·기타촌을 편입하는 형태로 결정했다.

## 명칭
1878년에 개척사가 호로나이 탄광(미카사시)으로 가는 사람들이 도중에 쉴 수 있도록 시내 이쿠준베쓰 강가에 휴박소를 설치한(이후 주변 탄광과 개척지를 왕복하는 사람들의 휴박소로 활용됨) 배경에서 유아미사와(浴澤)로 불리게 되었고, 이후 이 명칭이 와전되어 이와미자와(岩見澤)가 되었다. 홋카이도의 시정촌 중에서는 드물게 아이누어 유래가 아닌 일본에서 불렀던 이름 유래의 자치체명이다.

## 지리
홋카이도 소라치 지방 남부, 이사카리 평야 동부에 위치하고, 시역은 이시카리강 좌안에서 유바리 산지에 걸쳐 동서로 퍼져 있다.
시가지는 이와미자와역을 중심으로 형성되어 있다. 국도 12호선 연선, 특히 다이와 지구를 중심으로 교외 상업 시설이 차례차례로 진출해 중심 시가지에서는 백화점이 연달아 폐점하는 등 공동화가 진행되고 있다. 현재 이와미자와역 주변 재개발 등 중심 시가지 활성화 작업이 진행 중이다. 시가지 중앙부에는 다이쇼지(大正池)를 중심으로 도베베쓰 원생림이 있어 풍부한 자연과 휴식의 장소를 제공하고 있다. 하천 개수 전에는 자주 수해가 일어나 1981년에는 호로무이 지구와 기타무라 지구에서 홍수가 일어났던 적이 있었다.

### 기후
일본 유수의 폭설 지대로, 특별폭설지대로 지정되어 있다. 한 해에 누적 적설량이 8미터에 이른 적도 있었다.
- 역대 최고 기온 기록: 영상 34.7도
- 역대 최저 기온 기록: 영하 24.3도

| 이와미자와시의 기후                                          | 이와미자와시의 기후 | 이와미자와시의 기후 | 이와미자와시의 기후 | 이와미자와시의 기후 | 이와미자와시의 기후 | 이와미자와시의 기후 | 이와미자와시의 기후 | 이와미자와시의 기후 | 이와미자와시의 기후 | 이와미자와시의 기후 | 이와미자와시의 기후 | 이와미자와시의 기후 | 이와미자와시의 기후 |
| 월                                                           | 1월                 | 2월                 | 3월                 | 4월                 | 5월                 | 6월                 | 7월                 | 8월                 | 9월                 | 10월                | 11월                | 12월                | 연간                |
| ------------------------------------------------------------ | ------------------- | ------------------- | ------------------- | ------------------- | ------------------- | ------------------- | ------------------- | ------------------- | ------------------- | ------------------- | ------------------- | ------------------- | ------------------- |
| 역대 최고 기온 °C (°F)                                       | 8.7 (47.7)          | 10.3 (50.5)         | 16.6 (61.9)         | 26.8 (80.2)         | 33.1 (91.6)         | 33.6 (92.5)         | 35.5 (95.9)         | 35.7 (96.3)         | 32.7 (90.9)         | 25.9 (78.6)         | 20.2 (68.4)         | 14.3 (57.7)         | 35.7 (96.3)         |
| 일평균 최고 기온 °C (°F)                                     | −1.9 (28.6)         | −0.9 (30.4)         | 3.5 (38.3)          | 11.2 (52.2)         | 17.7 (63.9)         | 21.7 (71.1)         | 25.1 (77.2)         | 26.1 (79.0)         | 22.4 (72.3)         | 15.7 (60.3)         | 7.6 (45.7)          | 0.5 (32.9)          | 12.4 (54.3)         |
| 일일 평균 기온 °C (°F)                                       | −5.3 (22.5)         | −4.6 (23.7)         | −0.4 (31.3)         | 6.1 (43.0)          | 12.1 (53.8)         | 16.3 (61.3)         | 20.2 (68.4)         | 21.3 (70.3)         | 17.4 (63.3)         | 10.8 (51.4)         | 3.9 (39.0)          | −2.6 (27.3)         | 7.9 (46.2)          |
| 일평균 최저 기온 °C (°F)                                     | −9.2 (15.4)         | −8.9 (16.0)         | −4.5 (23.9)         | 1.3 (34.3)          | 7.1 (44.8)          | 12.0 (53.6)         | 16.6 (61.9)         | 17.6 (63.7)         | 12.9 (55.2)         | 6.2 (43.2)          | 0.2 (32.4)          | −6.0 (21.2)         | 3.8 (38.8)          |
| 역대 최저 기온 °C (°F)                                       | −24.3 (−11.7)       | −23.0 (−9.4)        | −22.0 (−7.6)        | −10.9 (12.4)        | −3.6 (25.5)         | 2.5 (36.5)          | 5.2 (41.4)          | 6.9 (44.4)          | −1.0 (30.2)         | −4.0 (24.8)         | −14.6 (5.7)         | −22.6 (−8.7)        | −24.3 (−11.7)       |
| 평균 강수량 mm (인치)                                        | 119.4 (4.70)        | 85.5 (3.37)         | 59.4 (2.34)         | 52.7 (2.07)         | 83.9 (3.30)         | 69.5 (2.74)         | 111.5 (4.39)        | 161.1 (6.34)        | 142.2 (5.60)        | 110.4 (4.35)        | 118.8 (4.68)        | 144.5 (5.69)        | 1,248.5 (49.15)     |
| 평균 강설량 cm (인치)                                        | 187 (74)            | 137 (54)            | 72 (28)             | 8 (3.1)             | 0 (0)               | 0 (0)               | 0 (0)               | 0 (0)               | 0 (0)               | 1 (0.4)             | 70 (28)             | 200 (79)            | 664 (261)           |
| 평균 강수일수 (≥ 0.5 mm)                                     | 22.4                | 19.3                | 16.1                | 12.3                | 11.9                | 9.9                 | 11.1                | 11.4                | 12.0                | 15.8                | 19.9                | 24.1                | 185.6               |
| 평균 강설일수 (≥ 1 cm)                                       | 21.7                | 19.5                | 15.9                | 3.1                 | 0.0                 | 0.0                 | 0.0                 | 0.0                 | 0.0                 | 0.3                 | 8.6                 | 21.6                | 90.3                |
| 평균 상대 습도 (%)                                           | 81                  | 78                  | 74                  | 68                  | 71                  | 78                  | 81                  | 81                  | 79                  | 77                  | 78                  | 81                  | 77                  |
| 평균 월간 일조시간                                           | 90.2                | 111.3               | 161.9               | 176.6               | 196.5               | 173.6               | 156.2               | 158.8               | 161.9               | 138.5               | 84.7                | 69.0                | 1,679.1             |
| 출처: 일본 기상청 (평년값: 1991년~2020년, 극값: 1946년~현재) |                     |                     |                     |                     |                     |                     |                     |                     |                     |                     |                     |                     |                     |

## 역사
- 1878년 - 개척사가 이쿠준베쓰강가에 호로나이 탄광(미카사시) 등을 왕래하는 사람들을 위해서 휴박소를 설치했다.
- 1897년 - 홋카이도청 소라치 지청(현 소라치 종합진흥국)을 설치했다.
- 1943년 - 이와미자와시가 성립하였다.
- 2006년 - 구리사와정, 기타촌을 편입 합병했다.

## 경제
원래는 석탄 생산과 수송을 위한 철도를 통해 발전한 마을이다. 이전에는 동부 산지에 만지 탄광이나 미루토 탄광 등 대규모 탄광이 있었지만 현재는 모두 폐광되었다.
석탄 산업의 쇠퇴로 주요 산업은 농업·공업으로 전환되었다.

## 교통

### 철도
- 홋카이도 여객철도
  - ■ 하코다테 본선
    - 도요호로역 - 이와미자와역

  - ■ 무로란 본선
    - 구리오카역 - 이와미자와역

### 도로
- 홋카이도 자동차도
- 국도 12호선
- 국도 234호선

## 자매 결연 도시
- 일본 도야마현 도나미시(1992년)
- 일본 가가와현 사누키시(1992년)
- 일본 야마나시현 미나미알프스시(2000년)
- 중국 헤이룽장성 하얼빈시 아청구(1982년)
- 미국 아이다호주 포카텔로(1985년)